# Сельское поселение «Село Бережки»
Сельское поселение «Село Бережки» — муниципальное образование в составе Кировского района Калужской области России.
Центр — село Бережки.

## Население
| 2010 | 2012 | 2013 | 2014 | 2015 | 2016 | 2017 |
| ---- | ---- | ---- | ---- | ---- | ---- | ---- |
| 384  | ↘377 | ↘372 | ↗373 | ↘367 | ↘357 | ↗376 |
| 2018 | 2019 | 2020 | 2021 |      |      |      |
| ↗394 | ↗402 | ↘384 | ↗453 |      |      |      |

## Состав
В поселение входят 5 населённых мест:
- село Бережки
- деревня Бакеевка
- деревня Бережки
- деревня Зимнички
- деревня Прудки